# نباتات استوائية
كانت النباتات الاستوائية نباتات ربما تكون قد شكلت حزامًا من النباتات حول نصف الكرة الشمالي خلال العصر الإيوسيني. وشملت هذه الغابات التي تتكون من أشجار كبيرة سريعة النمو (مثل الأخشاب الحمراء عند الفجر) حتى شمال 80 درجة شمالًا.